# 班加足球俱乐部
班加足球俱乐部是立陶宛的一家足球俱樂部，主場位於加爾格日代。球隊參加立陶宛足球超級聯賽的賽事。

## 外部連結
- 官方网站 （立陶宛文）